# Cordale Flott
Cordale Flott (Saraland, Alabama, 24 de agosto de 2001) es un jugador profesional estadounidense de fútbol americano, se desempeña en la posición de cornerback en New York Giants, en la National Football League (NFL).

## Carrera
Fue seleccionado en la tercera ronda en la Reunión Anual de Selección de Jugadores de la NFL de 2022. Hizo su debut profesional con el equipo New York Giants, donde lleva jugando dos temporadas.